# 劉建 (演員)
劉建（1983年1月21日—），本名曹禎翊（조정익），男，韓國演員。1997年透過男子團體OPPA以歌手身分出道，藝名為國哲（국철，音譯）；2006年轉行為演員出道。

## 演出作品

### 電視劇
- 粗體爲第一男主角
- 2006年：KBS《你好，上帝》飾演 何路
- 2007年：SBS《不良情侶》飾演 徐俊洙
- 2008年：tvN《角力》
- 2009年：MBC《不能停止》飾演 姜仁燦
- 2010年：SBS《檢察官公主》飾演 李珉錫
- 2013年：SBS《那年冬天，起風了》飾演 政宇（客串）
- 2013年：KBS《至誠感天》飾演 韓載成
- 2014年：MBC《Hotel King》飾演 John Howard（客串）
- 2014年：JTBC《宥娜的街》飾演 泰植
- 2014年：OCN《Frost醫生》飾演 裴斗翰
- 2014年：KBS《Drama Special－穿著舊運動鞋的新娘》
- 2017年：SBS《甜蜜的冤家》飾演 崔善浩
- 2018年：SBS《皇后的品格》飾演 姜柱勝
- 2019年：KBS《讓我聆聽你的歌》飾演 Mike Lee

### 電影
- 2006年：《Project Makeover》飾演 吳泰勳（18歲）
- 2006年：《多細胞少女》飾演 Terius
- 2007年：《權順昐女士綁架事件》飾演 徐鍾萬
- 2008年：《武林女大生》飾演 俊模
- 2016年：《來見我》飾演 李宇鎮

### MV
- 2007年：金烔完《手帕》
- 2007年：JJ《Love Actually》
- 2009年：尹瑞鎮《愚笨的人》（與晉久、高恩雅）
- 2013年：李碩薰《不是朋友而是男人》

## 外部連結
- NAVER （页面存档备份，存于） 
- 官方網站
- 劉建的X（前Twitter）
- 劉建的Instagram帳戶